# Brais Lamela
Brais Lamela Gómez (Vilalba, Lugo, 1994) es un doctorando universitario y escritor español.

## Trayectoria
Estudió bachillerato en el IES Basanta Silva de Vilalba. Vivió en Galicia hasta los diecisiete años y luego estudió  becado en varios países. Se formó en literatura comparada e historia en las universidades de Cambridge y Brown. Obtuvo los premios literarios Minerva, Ángel Casal y Xuventude Crea.Posteriormente inició su doctorado en literatura en la Universidad de Yale, donde también enseña.

## Obras
- Ninguén queda (2022). Euseino? Editores. 182 páginas ISBN 9788412158083.[5] Trata del proceso que sufrió la población de Ernes (Negueira de Muñiz) tras la construcción del embalse de Salime en la comarca de Terra Chá por el Instituto Nacional de Colonización. Fue traducido al español por María del Carmen Alonso Seisdedos[6]como No queda nadie. Editorial Cuatro lunas (2023). ISBN 9788419783035

## Premios
- Premio Nacional de la Crítica Gallega de Narrativa 2022 por Ninguén queda.[7]
- Premio El Ojo Crítico de Narrativa 2023 por No queda nadie.
- Nominado a los Premios Cálamo 2023 por No queda nadie.